# Franz Herber (Politiker)
Franz Herber (* 22. Oktober 1846 in Eltville am Rhein; † 15. Oktober 1918 ebenda) war ein deutscher Weingutbesitzer und Abgeordneter des Provinziallandtages der Provinz Hessen-Nassau. 

## Leben
Franz Herber war ein Sohn des Gutsbesitzers Conrad Herber (1806–1885) und dessen Ehefrau Clara Josefa, geborene Dröser (1816–1878). Er absolvierte eine Ausbildung als Landwirt und Winzer auf dem väterlichen Hof in Rauenthal und dem Gut seines Großvaters Georg Herber in Eltville. 1870/71 nahm er am Deutsch-Französischen Krieg teil und übernahm Anfang der 1880er Jahre den Steinheimer Hof nahe Eltville.
Seit 1884 war Herber Mitglied des Gemeinderates der Stadt und wurde am 1. April 1894 Erster Beigeordneter. Im gleichen Jahr erhielt er als Nachfolger von Nikolaus Mahr ein Mandat für den Nassauischen Kommunallandtag des preußischen Regierungsbezirks Wiesbaden bzw. des Provinziallandtages der Provinz Hessen-Nassau, wo er Mitglied des Eingaben-, Wegebau- und Finanzausschusses war. Er führte den Titel eines Ökonomierates und wurde 1917 Stadtältester von Eltville.